# École de photographie
École de photographie je švýcarská fotografická škola ve Vevey. Je jednou ze sekcí školy École d'Arts Appliqués a má dvě úrovně, počáteční odborné vzdělávání a vyšší odborné vzdělávání. Studium trvá čtyři roky, z nichž jeden rok je stáž.

## Historie
Škola byla založena v roce 1945, když německá fotografka Gertrude Fehr převzala soukromou fotografickou školu.

## Známí absolventi
- Luc Chessex
- Jürg Hassler
- Alexander Klee
- Francis Reusser
- Horst Tappe
- Yves Yersin